# Stowarzyszenie Czarnego Smoka

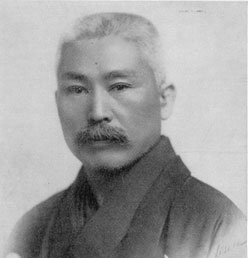
Ryōhei Uchida, założyciel Stowarzyszenia Czarnego Smoka

Stowarzyszenie Czarnego Smoka lub Stowarzyszenie Amuru (jap. 黒龍会 Kokuryūkai) – tajna, skrajnie prawicowa organizacja, istniejąca w Japonii w latach 1901–1946.

## Historia
Stowarzyszenie Czarnego Smoka zostało utworzone w 1901 r. w celu wyparcia rosyjskich wpływów z Mandżurii. Jego nazwa pochodzi od Rzeki Czarnego Smoka czyli rzeki Amur, stanowiącej granicę pomiędzy Rosją a Mandżurią. Za główną metodę działań zmierzających do zwiększenia potęgi Cesarstwa Japonii, Kokuryūkai obrało międzynarodowe szpiegostwo. Podobną działalność agenturalną prowadziło Stowarzyszenie Czarnego Oceanu, (Gen’yōsha) organizacja, od której wywodziło się Stowarzyszenie Czarnego Smoka.
Kokuryūkai szybko zyskało czołową pozycję wśród japońskich tajnych stowarzyszeń. W jej szeregi wstępowała przeważnie młodzież o poglądach nacjonalistycznych. Mimo utrzymywania tajnego charakteru organizacji, jej członkami stawali się nawet członkowie rządu oraz oficerowie sił zbrojnych. Oficjalny rozgłos zyskała w latach trzydziestych.
Wkrótce po swoim powstaniu, stowarzyszenie urządziło pokaz siły, uzurpując sobie prawo do zatwierdzania nominacji attaché wojskowych do pracy za granicą. Mianowanie przez Ministerstwo Wojny (Rikugun-shō) attaché wojskowym w Rosji, barona płk. Motojirō Akashi oznaczało, że wyszło z tej próby zwycięsko. Kokuryūkai wymusiło później nominację Akashiego na attaché do poruczeń specjalnych w państwach Europy Zachodniej, dzięki czemu mógł się on kontaktować z rosyjskimi uchodźcami politycznymi i zbierać od nich informacje na temat rosyjskiego wywiadu.
Początkowo działalność szpiegowska Stowarzyszenia Czarnego Smoka ograniczała się głównie do Rosji i Mandżurii, lecz w końcu lat trzydziestych rozszerzyło ono obszar swych zainteresowań na: Koreę, Chiny, Filipiny, Hongkong, Singapur, Indie, Afganistan, Etiopię, Turcję, Maroko, Karaiby, kraje Ameryki Południowej oraz Stany Zjednoczone. Nawiązano też bliskie stosunki z Sun Jat-senem, przywódcą chińskiej Ligi Związkowej, który miał wprowadzić swój kraj w epokę nowożytną.
W latach trzydziestych zachodni dziennikarze sporo pisali o Stowarzyszeniu Czarnego Smoka, traktując je niekiedy jako podporę tronu cesarskiego lub nawet jako organizację przestępczą. Jego przywódcę nazywano czasem Cesarzem Ciemności.
Pod koniec lat trzydziestych stowarzyszenie zaczęło tracić znaczenie.
We wrześniu 1945 r. amerykańskie władze okupacyjne zlikwidowały Stowarzyszenie Czarnego Smoka.